# Vaquero
Pour les articles homonymes, voir Vaquero (homonymie).

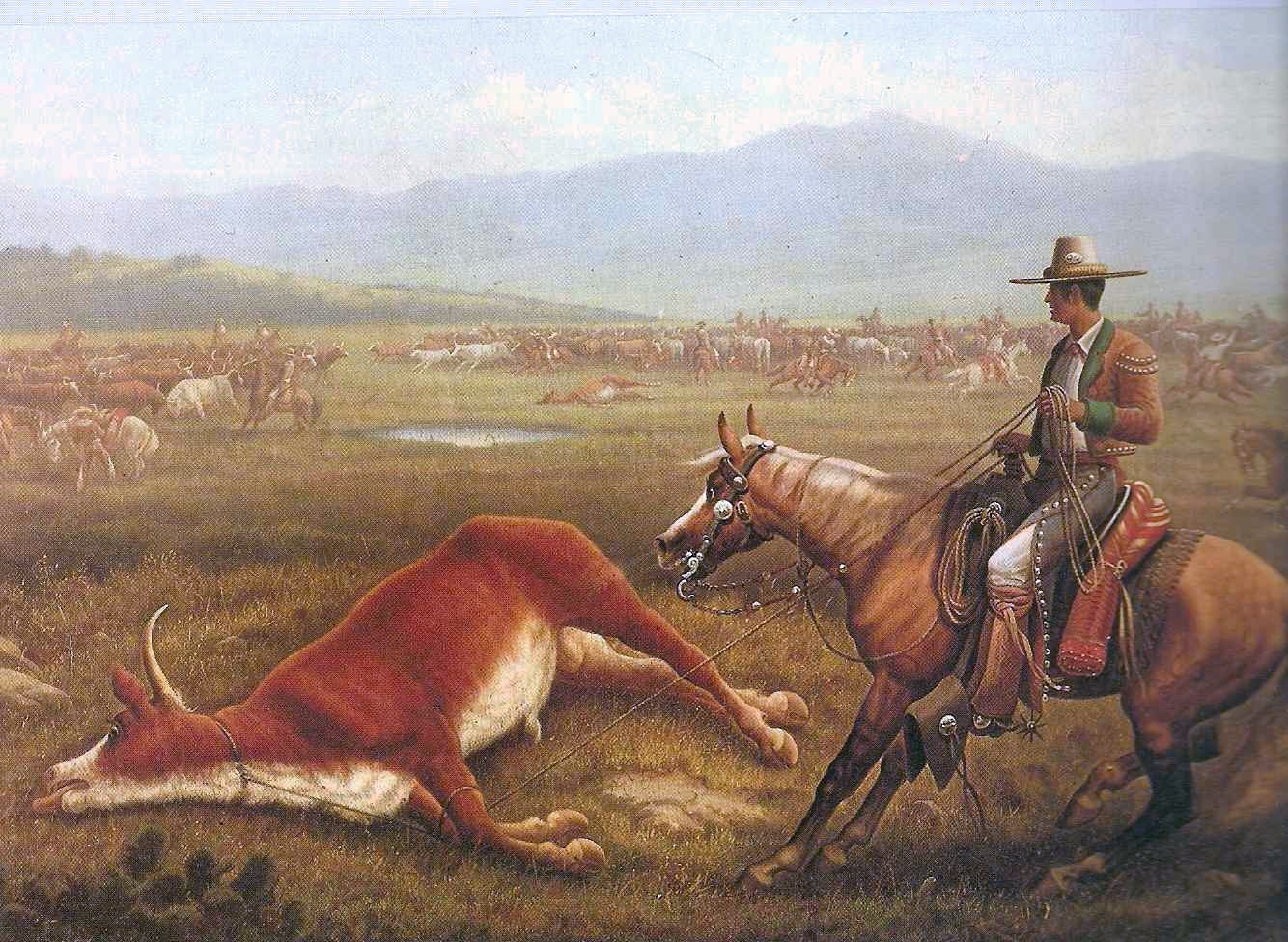
Vaquero, c. 1830

Un vaquero est un gardien de vaches et de taureaux de combat, monté à cheval, dont la tradition provient de la péninsule Ibérique. Le travail des vaqueros a donné naissance à la discipline de la doma vaquera, qui provient d'Andalousie. Elle a longtemps été pratiquée au nord du Mexique et dans le Sud-Ouest des États-Unis, dès l'arrivée des conquistadors, et le reste encore aujourd'hui car c'est considéré comme une tradition chez les cow-boys. Le travail d'un vaquero s'effectue principalement dans un ranch ou une hacienda. Le vaquero est un homme faisant partie de l'histoire et de la culture nord-mexicaine, étant extrêmement populaire dans les états de Basse-Californie, Sonora, Chihuahua, Sinaloa, Durango, Jalisco ainsi que dans la Sierra Madre occidentale.     

## Patronyme
Vaquero est un patronyme d'origine espagnole, répandu en Espagne et en Amérique latine, notamment au Mexique, où le nom de famille Vaquero y est entièrement enraciné. Vaquero serait à la base un patronyme d'origine basque. 
Le nom de famille Vaquero est aussi très fortement répandu en Colombie, au Venezuela, en Argentine ainsi que dans la communauté hispanique des États-Unis, principalement en Californie et en Floride. 
Il existe également une variante du patronyme Vaquero, qui est Baquero.                            

## Toponymes
Vaquero est un nom également porté par :                
- Fuente Vaqueros, ville de la Junte d'Andalousie.
- Rincón Vaquero, ville de l'état d'Oaxaca au Mexique.
- Vaquero, ville de l'état d'Hidalgo au Mexique.
- El Vaquero, ville de l'état de San Luis Potosí au Mexique.
- El Vaquero, ville de l'état de Sinaloa au Mexique.
- Vaqueros, ville de la province de Salta en Argentine.
- Vaqueros de Bayamón, club de basket-ball basé à Bayamón, Porto Rico.
- Vaqueros de La Havane, club de baseball basé à La Havane, Cuba.
- Vaqueros Laguna, club de baseball mexicain.